# Педро де Урсуа
Педро де Урсуа (на испански: Pedro de Ursúa) е испански конкистадор в Южна Америка.

## Биография
Роден е около 1526 година в автономната област Навара, Испания, в благородно баско семейство. През 1543 де Урсуа се премества в Южна Америка, където е взет под покровителството на един от влиятелните му роднини, благодарение на които още през 1544 г. Педро става представител на губернатора в колумбийския район Санта Фе де Богота. По време на Гражданската война в Перу между вицепрезидента Бласко Вела и конкистадора Гонсало Писаро, той подкрепя Вела и след това участва в завладяването на индийските племена.
Слуховете за мнимите богатства на страните около река Амазонка, много скоро се разпространяват по всичките зад-атлантически и тихоокеански владения на Испания. Естествено те достигат и до Перу, където испанците смесват двете легенди – за Елдорадо и амазонките. След екзекуцията на Гонсало Писаро, последния от братята Писаро, брожението сред конкистадорите продължава, което естествено внушава тревога у колониалните власти. Най-доброто средство за избавяне от безпокойните елементи и в същото време разширяването на границите на вицекралство Перу е организацията на нова експедиция на изток, в Амазония, от която се очаква богата печалба, не отстъпваща, а може би и превъзхождаща, ако се вярва на слуховете, от тази, която се е паднала на завоевателите на Мексико.
Напълно вероятно е, че още през 50-те години на ХVІ в. е имало самостоятелни походи от страна на Андите към Амазония, но първият след този на Гонсало Писаро, исторически доказан поход към река Амазонка от Перу, санкциониран от вицекраля, е извършен през 1560 от испански отряд под началството на Педро де Урсуа. Не е ясно, в коя част на Перуанското вицекралство е сформиран големия отряд на Урсуа. Не е ясен и пътя, който той е следвал, докато в средата на годината не е достигнал до долното течение на река Майо, където са построени салове за плаване по голямата и плавателна река Уаляга, течаща на север. През септември тя ги извежда от планинската област в равнината, където реката се влива в друга по-голяма река Мараньон, течаща на изток и пресичаща безкрайната, покрита с гори равнина.
Надолу по Мараньон от юг в него се влива още една голяма река – Укаяли, и Мараньон сменя направлението си от източно на североизточно. Испанците продължават своя път надолу по реката, докато не преминават покрай устието на река Напо, а след това вече по Амазонка, вече открита от Франсиско де Ореляна. Конкистадорите обаче не откриват никакви признаци за богати страни по целия път дотук. В края на декември, когато флотилията на Урсуа се намира близо до устието на река Путумайо, капитанът необмислено разделя отряда, като изпраща част от войниците на разузнаване. От това са се възползвали недоволните конкистадори, начело с Лопе де Агире, които се разбунтуват срещу Урсуа и го убиват на 1 януари 1561 (по други източници на 10 януари).